# Мірошниченко Едуард Анатолійович
Едуард Анатолійович Мірошниченко — виконувач обов'язків голови Державного митного комітету України з 14 жовтня по 22 грудня 1994 року. Почесний митник України, орден Червоної Зірки, орден «За заслуги» III ступеня.

## Життєпис
Закінчив Черкаський педагогічний інститут; за фахом — учитель фізкультури та основ виробництва.
Від січня 1992-го до березня 1995 року — перший заступник голови Державного митного комітету України.
2000—2007 — завідувач (начальник) кафедри Київського центру підвищення кваліфікації та перепідготовки кадрів Державної митної служби України.
2008 року опинився серед 5 перших осіб, внесених у новостворену «Книгу пошани Держмитслужби».